# Басов, Владимир Васильевич
Влади́мир Васи́льевич Ба́сов (1950—2010) — депутат Государственной думы третьего созыва. Член КПРФ.

## Биография
В. В. Басов родился 16 июля 1950 года. Окончил Горьковский политехнический институт. Работал заместителем директора по экономике ОАО «Горьковский автомобильный завод» (ГАЗ, Нижний Новгород), доцентом Волго-Вятской академии государственной службы.
31 марта 2002 года избран депутатом Государственной Думы РФ на дополнительных выборах по Дзержинскому одномандатному избирательному округу 119 Нижегородской области (вместо Г. М. Ходырева, избранного в 2001 году губернатором области), был членом фракции КПРФ, членом Комитета Государственной Думы по труду и социальной политике; ранее избирался депутатом Городской Думы Нижнего Новгорода. В 2003 году проиграл выборы в Государственную Думу Владимиру Стальмахову.
Секретарь Нижегородского обкома КПРФ.
В. В. Басов умер 14 апреля 2010 года.